# La Madeleine-Bouvet
La Madeleine-Bouvet település Franciaországban, Orne megyében. Lakosainak száma 416 fő (2022. január 1.). La Madeleine-Bouvet Moutiers-au-Perche, Bretoncelles és Le Pas-Saint-l’Homer községekkel határos.

## Népesség
A település népességének változása:
| Lakosok száma | 404  | 407  | 414  | 408  | 409  | 411  | 410  | 411  | 416  |
|               | 2013 | 2015 | 2016 | 2017 | 2018 | 2019 | 2020 | 2021 | 2022 |